# Csesztve
Csesztve là một thị trấn thuộc hạt Nógrád, Hungary. Thị trấn này có diện tích 16,25 km², dân số năm 2010 là 304 người, mật độ 19 người/km².